# Martin Fišl
Martin Fišl (* 17. září 1980 Brno) je dvorním klavíristou Českého chlapeckého sboru z Hradce Králové. Je zároveň i sólovým klavíristou a hudebním pedagogem.

## Životopis
Absolvoval Konzervatoř v Praze a pokračoval ve studiích na Akademii múzických umění ve třídě prof. Leichnera. V roce 2001 se zúčastnil brněnské soutěže Leoše Janáčka a získal II. cenu a cenu za nejlepší interpretaci díla Bohuslava Martinů. V roce 1996 se stal finalistou světové klavírní soutěže v USA v Salt Lake City. Pravidelně spolupracuje se symfonickými orchestry. Od roku 1994 pravidelně hraje premiéry současných českých autorů, zejména Jarmily Mazourové, Ctirada Kohoutka, Jiřího Matyse, Petra Ebena, Eduarda Douši, Pavla Trojana a dalších. Natáčí pro český rozhlas. Od roku 2000 pravidelně koncertuje po Evropě, Kanadě, USA a Asii jak se sólovým programem pro klavír a duo klavír-housle (s Jakubem Sedláčkem), tak zejména s pěveckými sbory.